# Карл Лангханс
Карл Готхард Лангханс (на немски: Carl Gotthard Langhans) е германски (пруски) строител и архитект.
Неговите произведения принадлежат към най-ранните строежи на класицизма в Германия. Най-известният му строеж е Бранденбургската врата в Берлин, построен през 1789 – 1791 г.

## Биография
Роден е на 15 декември 1732 година в Каменна Гора, Силезия. От 1753 до 1757 г. следва право в Хале, допълнително математика и езици. Той не завършва архитектура, но се занимава с изучаване ѝ преди всичко от древните ръкописи (De Architectura) на римския архитектурен теоретик Витрув и тяхното ново издание на интересуващия се от древността Йохан Йоахим Винкелман (1717 – 1768). В периода 1759 – 1775 г. Лангханс пътешества в Италия и други страни.
През 1764 г. той прави за пръв път архитектурен план за протестантската църква Zum Schifflein Christi в Глогов. Първото му назначение като строителен инспектор е през 1764 г. при княз Франц Филип Адриан фон Хатцфелд.
През 1771 г. той се жени за Анна Елизабет Йекел, дъщеря на юрист от Бреслау, с която имаТ пет деца, между тях архитектът Карл Фердинанд Лангханс (1781 – 1869). От 1782 г. той живее с фамилията си в къщата на тъста си в Бреслау. През 1788 се премества със семейството в Берлин.
Умира на 1 октомври 1808 година в Грюнайхе при Бреслау на 75-годишна възраст.

## Строежи
- Бранденбургската врата
- Белведере Шарлотенбург
- Национален театър Берлин
- Театър на Дворец Шарлотенбург
- Książęca Bażantarnia